# コマル
コマル（西：comal）はメキシコや中米で使用されている伝統的な板状の加熱用焼き調理器具である。名前はナワトル語の comalli を語源としている。

## 伝統的コマル
伝統的なコマルはテラコッタで出来た30cm程の円形若しくは長円形の板で、3～4個の石を台としたかまどの上に載せて、真下で石炭や薪などの燃料を着火させ直火で焼いたり炒ったりすることで食品を調理をする。
コマルはいくつかのメキシコ伝統的料理、特にトルティーヤを焼いたり、チレやカカオ豆を炒るのに使用された。
コマルを使用する前には水と消石灰を混ぜたものを擦り付け、乾燥させた。こうした処置をすることによって焦げ付きを防止するとされている。

## 現代のコマル

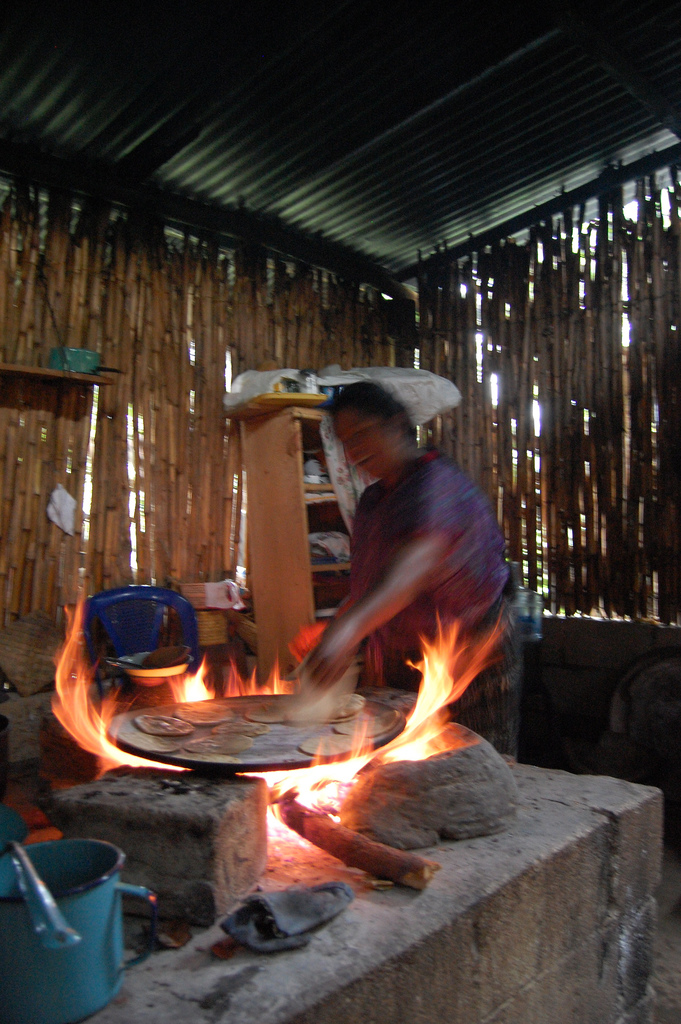
かまどのコマルでトルティーヤを作るグアテマラの女性

現代では、テラコッタ以外の素材を使用するようになってきており、鉄製やアルミニウム製が登場した。金属製のコマルは通常テラコッタ製より大きいことが多いほか、使用方法が多少違っている。例えば、金属製では平らなものだけではなく、緩やかな逆円錐状のものも使用されており、窪んだ逆円錐の中心では油やバターなど使って揚げ物や、油炒めなどが調理される。
金属製のコマルは、平らなもの、窪みがあるものにかかわらず、多くの屋台やレストランなどでメキシコ全土で使用されている。なお商業用の大型鉄板コマルでは、一角でトルティーヤを焼く傍ら、他の部分で肉を炒め、また他の部分にはフリホーレスが入った金属鍋を置き保温するなど、一枚で同時に何役もの役割を果たす大変重宝な調理器具として使用されている。
家庭用には、近代化に伴いかまどではなくガスコンロが使用されていることもあり、簡単に持ち上げて収納出来るように、取っ手（片手や両手）がついた金属製コマルが販売されている。また、浅い縁がついていたり、形も円形にこだわらず長方形や正方形などのものもあり、形容が様々になってきている。
また、金属製の市販コマルが手に入りにくい地域などでは、ドラム缶の底を再利用したコマルが使用されていることもある。